# Pragelato
Pragelato là một đô thị ở tỉnh Torino trong vùng Piedmont, có vị trí cách khoảng 60 km về phía tây của Torino, nước Ý. Tại thời điểm ngày 31 tháng 12 năm 2004, đô thị này có dân số 536 người và diện tích là 89,6 km².
Đô thị Pragelato có các frazioni (các đơn vị trực thuộc, chủ yếu là các làng) La Ruà, Allevè, Chezal, Duc, Grand Puy, Granges, Jousseaud, Laval, Pattemouche, Plan, Rif, Rivets, Seytes, Troncea, Souchéres Basses, Souchère Haute, Traverses, Villardamond, Val Tronche, và Tronchée.
Pragelato giáp các đô thị: Exilles, Oulx, Salbertrand, Usseaux, Fenestrelle, Sauze d'Oulx, Massello, Sestriere, Sauze di Cesana, Salza di Pinerolo, Prali.